# Front patriotique (Bulgarie, 1942)
Ne doit pas être confondu avec Front patriotique (Bulgarie, 2014).
« Front de la Patrie » redirige ici. Pour les autres significations, voir Front de la Patrie du Viêt Nam.
Pour les articles homonymes, voir Front patriotique.

Armoiries du Front de la Patrie (Отечествен фронт), marqué de ses initiales.

Drapeau du Front de la Patrie (Отечествен фронт), marqué de ses initiales.

Le Front patriotique ou Front de la Patrie (en bulgare : Отечествен фронт, translittération scientifique internationale Otečestven front) est à l'origine une coalition politique bulgare de résistance créée pendant la Seconde Guerre mondiale à l'initiative du mouvement politique Zveno, du Parti communiste bulgare, de l'Union agrarienne et du Parti ouvrier des sociaux-démocrates bulgares,.
Les groupes constituant le Front patriotique ont des idéologies très différentes, mais sont unis face à la dictature militariste pro-allemande du Royaume de Bulgarie. Les membres du Front patriotique travaillent ensemble dans un premier temps, puis le Parti communiste bulgare en prend le contrôle.
En 1944, après que l'Union soviétique déclare la guerre à la Bulgarie, le Front de la Patrie organise une révolution et déclare la guerre à l'Allemagne et aux autres puissances de l'Axe. Le gouvernement du Front patriotique, dirigé par Kimon Georgiev (cofondateur de Zveno), signe du même coup un traité d'armistice avec l'Union soviétique. Le Parti communiste bulgare prend la tête de l'organisation. En 1946, Georgiev démissionne et est remplacé par Georgi Dimitrov, un membre du parti communiste. La Bulgarie devient la république populaire de Bulgarie. La majorité des partis liés au Front cessent d'exister, et il devient une organisation de masse communiste. Seule, l'Union nationale agraire bulgare reste dans le Front, en tant que parti d'appoint du Parti communiste bulgare. Le Front patriotique est dissous à la fin du communisme, en 1989.